# Wilde-Erdbeeren-Studentenbewegung

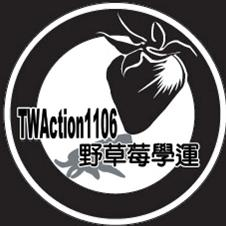
Offizielles Logo der „Wilde-Erdbeeren-Studentenbewegung“.

Die Wilde-Erdbeeren-Studentenbewegung (chinesisch 野草莓運動 / 野草莓运动, Pinyin Yě cǎoméi yùndòng, englisch Wild Strawberry Student Movement, kurz: 野草莓, auch Action1106) war eine von Studenten getragene Protestbewegung in der Republik China auf Taiwan. Sie richtete sich gegen die Annäherungspolitik des 2008 gewählten Präsidenten Ma Ying-jeou an die Volksrepublik China sowie das harte Vorgehen der Polizei gegen Demonstranten.
Die Proteste begannen am 6. November 2008 während eines Besuchs von Chen Yunlin, des Vorsitzenden der dem chinesischen Büro für Taiwan-Angelegenheiten unterstellten „Vereinigung für Beziehungen über die Taiwanstraße“ (Association for Relations Across the Taiwan Straits, ARATS), in Taipeh. Chen traf sich mit Präsident Ma, um über den Ausbau der Schiffs-, Flug- und Postwege zwischen beiden Staaten zu verhandeln. Er war seit dem Ende des Chinesischen Bürgerkrieges im Jahr 1949 der höchstrangige politische Vertreter der Volksrepublik China, der Taiwan besuchte.

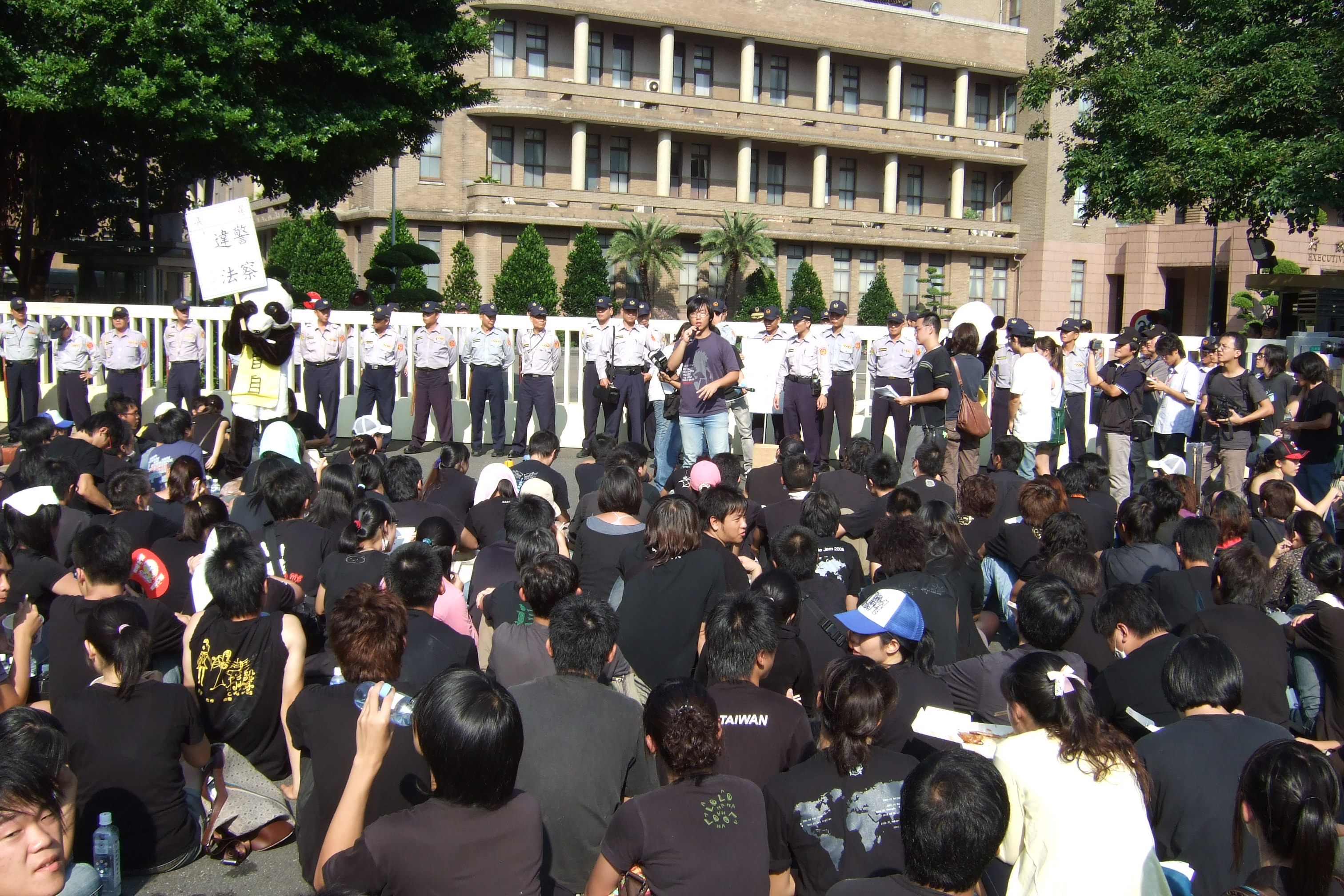
Sit-in vor dem Gebäude des Exekutiv-Yuan.

Offizielle Flagge der Republik China, die während des Besuches Chens in Taiwan nicht gezeigt werden durfte.

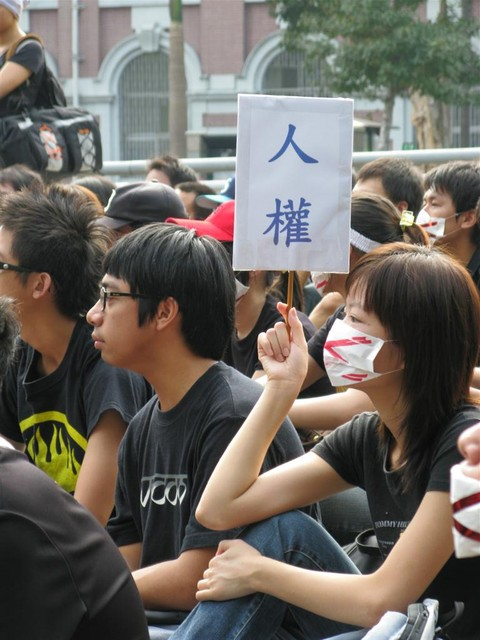
Studentin, die während des Sit-ins am Hauptgebäude des Exekutiv-Yuans ein Schild mit der Aufschrift ‘人權’ („Menschenrecht/e“) hochhält.

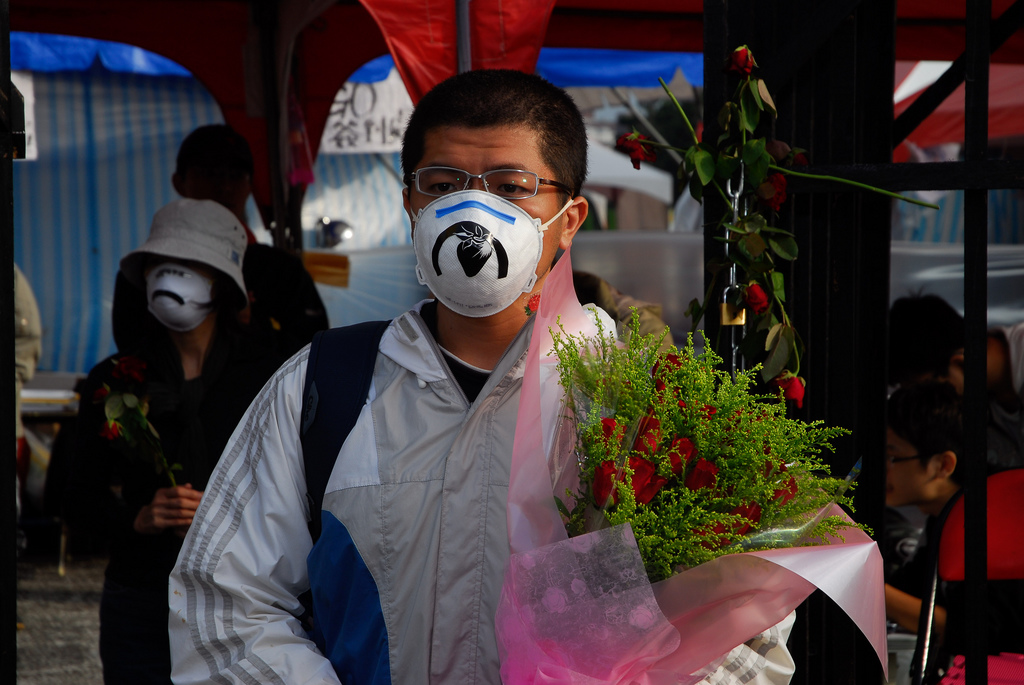
Protestierender Student

Nach hartem Eingreifen der Taipeher Polizei gegen eine Gruppe von anfänglich 400 Studenten, die aus Protest gegen den Besuch Chens eine Menschenkette bildeten, begann ein Sit-in am Exekutiv-Yuan als Protest gegen das strikte Versammlungsrecht, welches keine Demonstrationen an Regierungsgebäuden erlaubte. Nicht nur die Verwendung der Flagge der oppositionellen pan-grünen Demokratischen Fortschrittspartei wurde verboten, sondern ebenso das Schwenken der offiziellen Flagge der Republik China. Diese wurde von der Polizei gewaltsam entfernt und führte zu einer pan-grünen und pan-blauen lagerübergreifenden Demonstration. Das Schwenken der Flagge der Volksrepublik China (von einigen wenigen Personen) blieb dagegen unbeanstandet. Es wurde von den Studenten immer wieder betont, dass sie keinem bestehenden politischen Lager angehörten.
Das starke polizeiliche Eingreifen erschreckte die Bevölkerung Taiwans, Vergleiche mit dem zwanzig Jahre zuvor beendeten Weißen Terror der damaligen Regierungspartei Kuomintang kamen auf und Rufe nach Menschenrechten wurden laut.

## Bezeichnung
Der Name „Wilde Erdbeeren“ lehnte sich an die Wilde-Lilien-Studentenbewegung des Jahres 1990 und die ironische Bezeichnung der Geburtsjahrgänge ab 1980 als „Erdbeeren-Generation“ (草莓,  Cǎoméi zú) an. Diese Generation wurde insbesondere von Angehörigen der älteren Generation Taiwans als gut behütet, verwöhnt, selbstsüchtig, nicht leistungsorientiert und politisch uninteressiert kritisiert. Sie sei in Zeiten des wirtschaftlichen Überflusses und der politischen Liberalisierung aufgewachsen und habe die früheren „harten Zeiten“ des arbeitsintensiven wirtschaftlichen Aufbaus und der rigiden Einparteienherrschaft der Kuomintang nicht miterlebt. Von den protestierenden Studenten wurde deswegen das Attribut „wild“ hinzugefügt, um anzuzeigen, dass die „Erdbeeren-Generation“ keineswegs so passiv und unidealistisch sei, wie sie klischeehaft beschrieben wurde.

## Demonstrationen
Die Demonstrationskette begann vor dem Hauptgebäude des Exekutiv-Yuans. Nach 24 Stunden versuchte die Polizei die Demonstranten durch temporäre Festnahmen zu zerstreuen. Nach einem vorbereiteten Regruppierungsplan trafen sich die Studenten wieder vor der Nationalen Chiang-Kai-shek-Gedächtnishalle.
Darüber hinaus organisierte die Wilde-Erdbeeren-Studentenbewegung leicht zeitversetzt Demonstrationen in anderen Städten in ganz Taiwan:
- Kaohsiung, 7. November 2008
- Tainan, 8. November 2008
- Taichung, 9. November 2008
- Changhua, 9. November 2008
- Hsinchu, 10. November 2008
- Chiayi, 12. November 2008

## Ziele
Aufgrund der Umstände und Geschehnisse rund um den Besuch Chens stellten die Studenten die folgenden Forderungen an die Regierung:
1. Präsident Ma Ying-jeou (馬英九) und Premier Liu Chao-shiuan (劉兆玄) müssten sich öffentlich vor der Bevölkerung Taiwans entschuldigen.
2. Der Polizeipräsident Wang Cho-chiun (王卓鈞) und der Vorsitzende des nationalen Sicherheitsdienstes Tsai Chao-ming (蔡朝明) sollten mit sofortiger Wirkung zurücktreten.
3. Das Versammlungsrecht sollte überarbeitet und zu Gunsten der Bürger gelockert werden.[4]

## Stellungnahmen der Regierung
- Am 11. November 2008 erklärte Premier Liu der Liberty Times „Ich werde mich nicht entschuldigen. Bei so einer Angelegenheit muss man nur zwei Tage warten, bis sie vorüber ist.“[9]
- Am 11. Dezember 2008 wurden Studenten der Wilde-Erdbeeren-Studentenbewegung und Demonstranten für ein freies Tibet von der Polizei gewaltsam vom Liberty Square vor der Chiang Kai-shek-Gedächtnishalle entfernt, da diese friedliche Demonstration nicht mit dem Versammlungsrecht vereinbar wäre.[10]
- Am 13. November 2008 hielt Präsident Ma Ying-jeou eine Radioansprache an die Studenten und sagte, dass Polizeipräsident Wang Cho-chiun (王卓鈞) und der Vorsitzende des nationalen Sicherheitsdienstes Tsai Chao-ming (蔡朝明) sich zwar verbessern könnten, er aber keinen Grund für einen Rücktritt sehe.[11]

## Wildbeeren-Haus
Seit dem Ende der Sit-Ins am 4. Januar 2009 wurde am 11. Januar ein neues Haus eingeweiht, in welchem die Studentenbewegung eine eigene Organisationszentrale einrichtete. Das Haus wurde „Wildbeeren-Haus“ (野苺之家,  Yěméizhījiā, englisch WildBerry House) benannt. Die Adresse lautet: No.9, Alley 7, Lane 28, Tung-An St. Bezirk Zhongzheng, Taipeh.